# Echium canum
Echium canum är en strävbladig växtart som beskrevs av Emberger och Maire. Echium canum ingår i släktet snokörter, och familjen strävbladiga växter. Inga underarter finns listade i Catalogue of Life.